# Антикітерська протока
Антикітерська протока (грец. Αντικύθηρα) — протока між островами Антикітера (звідси назва) і Крит. Обмежено мисами Аполітарес (острів Антикітера) і Цокала (острів Агрія-Грамвуса) Один з трьох проток, що з'єднують на південно-заході Егейське море з Середземним.
Ширина до 30 км, глибина до 823 м.
За протокою проходить межа між номами Пірей і Ханья.